# Lucian Bernhard

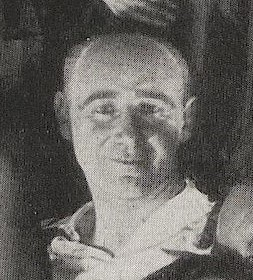
Lucian Bernhard (um 1929)

Lucian Bernhard, eigentlich Emil Kahn (* 15. März 1883 in Cannstatt bei Stuttgart; † 29. Mai 1972 in New York City), oft auch Lucien Bernhard, war ein deutscher Grafiker und Designer der Neuen Sachlichkeit, Typograf, Architekt und erster Professor für Plakatkunst überhaupt. Die Familie von Schriften, die er entwickelte, wird als Bernhard bezeichnet. Kaffee Hag, Pelikan und die Bosch-Zündkerze sind noch heute stilistisch von Lucian Bernhard geprägt.

## Leben
Emil Kahn wuchs in einer deutsch-jüdischen Familie auf. Nach Schulabschluss studierte er zunächst an der Münchner Kunstakademie und übersiedelte 1901 nach Berlin, wo er bei Ernst Growold für die Plakatdruckerei Hollerbaum & Schmidt arbeitete und viele Plakatentwürfe für Firmen, wie Schuhwarenhaus Stiller (Inhaber: Carl Stiller) in Berlin, Pelikan, Manoli, Kaffee Hag, Bosch oder Faber-Castell anfertigte. Anfang des 20. Jahrhunderts nahm er das Pseudonym Lucian Bernhard an, unter dem er weltbekannt wurde.
Er entwarf vor allem zu Beginn des 20. Jahrhunderts Illustrationen für eine Reihe von Verlagseinbänden unter anderen für den Juncker-Verlag, für den er auch 1906 die bibliophile Erstausgabe von Rilkes „Weise von Liebe und Tod des Cornets Christoph Rilke“ – später als Nummer 1 der Insel-Bücherei sehr bekannt geworden – gestaltete. Die Einbände sind meist mit dem Monogramm „BHD“ oder zweizeilig mit „BERN || HARD“ gekennzeichnet.
Er war ab 1905 Ehrenmitglied des Vereins der Plakatfreunde um den Zahnarzt Hans Sachs, mit dem zusammen er das Magazin Das Plakat (später Gebrauchsgraphik) begründete.

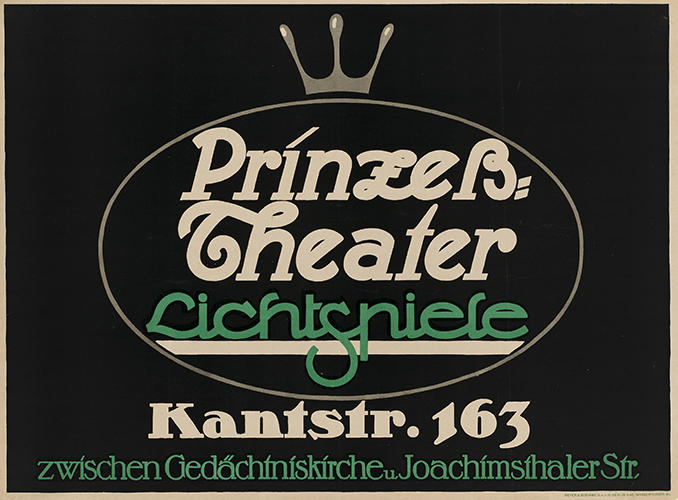
Das 1911 eröffnete und von Lucian Bernhard gestaltete Prinzeß-Theater in der Kantstraße 163 in Berlin;
Plakat von 1911, anonymer Künstler

In den Jahren von 1910 bis 1920 entwarf Lucian Bernhard als künstlerischer Leiter der Deutschen Werkstätten Hellerau Möbel, Tapeten, Teppiche und Leuchten. Er entwarf im Auftrag des Kölner Schokoladeproduzenten Ludwig Stollwerck ab 1911 Plakate für die Stollwerck-Außenwerbung. Ebenfalls 1911 gestaltete er das Prinzeß-Theater in Berlin. Zudem gründete er um diese Zeit die Zeitschrift Das Plakat (später Gebrauchsgraphik). Er betrieb an der Bellevuestraße in Berlin ein Architekturatelier, wo er unter anderem für sein eigenes Wohnhaus in Grunewald Entwürfe für das Innendekor anfertigte und einen Büroneubau für die Cigarettenfirma Manoli entwarf, der im Sommer 1922 an der Potsdamer Straße 27a entstand. In Berlin wurde er 1923 als Professor für Reklamekunst an die Unterrichtsanstalt des Kunstgewerbemuseums berufen und führte mit seinem Partner das Designatelier Bernhard-Rosen. Dort entwarf sein Partner Fritz Rosen 1930 das Symbol der S-Bahn Berlin. Er lebte ab 1925 mit Unterbrechungen in den USA. Im Jahre 1932 emigrierte er endgültig in die Vereinigten Staaten.
Im Jahr 1964 wurden Arbeiten von ihm auf der documenta III in Kassel in der Abteilung Graphik gezeigt.
Lucian Bernhard war der Vater der Fotografin Ruth Bernhard.

## Würdigung
Theodor Heuss (der erste Bundespräsident der Bundesrepublik Deutschland) würdigte Bernhards Plakate für die Firma Bosch in seinem Buch über Robert Bosch so: „Bernhards Geschick für gute flächige Wirkungen, für eine etwas gedämpfte, doch saubere Farbtönung, die Klarheit, mit der ohne verwirrende Einzeldinge die Grundstruktur der technischen Apparaturen vereinfacht wurde, gab eine sinnfällige, nie laute oder gar überlaute Kennzeichnung der einzelnen Arbeiten.“

## Lucian Bernhard in Museen und Bibliotheken (online)
- Im eMuseum[6] der Zürcher Hochschule der Künste/Museum für Gestaltung Zürich werden 92 Plakate online gezeigt, darunter drei, die für die Firma Robert Bosch geschaffen wurden.
- Die Library of Congress in Washington, D.C. hat in ihrem Katalog[7] unter Prints and Photographs 33 Plakate, vor allem solche aus den Jahren 1914–1919 mit kriegspolitischem Hintergrund.
- Das Museum of Modern Art[8] in New York City zeigt 10 Plakate.
- Das Deutsche Plakatmuseum, das zum Museum Folkwang in Essen gehört, zeigt zwar nur drei Plakate, jedoch mit ausführlichen Erklärungen.
- Das Klingspor-Museum in Offenbach am Main bietet ein Porträt Bernhards und eine ausführliche Darstellung der von ihm entworfenen Schriften[9].

## Schriften
- Aigrette (1939)
- Bernhard Antique (1912)
- Bernhard Bold Condensed
- Bernhard Brushscript SG
- Bernhard Fashion (1929)
- Bernhard Fraktur (1913)
- Bernhard Gothic (1930)
- Bernhard Handschrift (1928)
- Bernhard Modern (1937)
- Bernhard Privat (1919)
- Bernhard Schönschrift
- Bernhard Tango
- Concerto Rounded SG
- Lilli
- Lucian (1932), später wiederaufgelegt als Belucian
- Negro (1930), später wiederaufgelegt als Berlin Sans

Der nationalsozialistische Völkische Beobachter nutzte – vermutlich ohne um deren jüdischen Schöpfer zu wissen, die Schrift Bernhard Fraktur.

## Ausstellungskataloge
- Lucian Bernhard. Werbung und Design im Aufbruch des 20. Jahrhunderts. 2. veränderte Auflage. Institut für Auslandsbeziehungen e. V., Stuttgart 2004.
- Perdita von Kraft (Hrsg.): Lucian Bernhard – Unter anderem Plakate. Brandenburgische Kunstsammlungen Cottbus, 2002.